# Drossenhausen
Drossenhausen ist ein Gemeindeteil von Meeder im oberfränkischen Landkreis Coburg.

## Geographie
Das Dorf liegt etwa acht Kilometer nordwestlich von Coburg am Südhang der Langen Berge an der Hochstraße, die Ottowind mit Moggenbrunn verbindet. Weitere Gemeindeverbindungsstraßen führen nach Tiefenlauter und Meeder. Östlich von Drossenhausen liegt die Bundesautobahn 73, an der die Tank- und Rastanlage Lange Berge entstehen soll. In der Drossenhauser Flur sind Dolinen, Einbrüche im Muschelkalk wie das Donnerloch von 1779, bemerkenswert.

## Geschichte
Drossenhausen wurde 1317 erstmals im Urbarium, einer Auflistung von Besitzungen der Henneberger beim Erwerb der Neuen Herrschaft, urkundlich als „Drosenhusen“ erwähnt.
Anfang des 14. Jahrhunderts lag Drossenhausen im Herrschaftsbereich der Grafschaft Henneberg. 1353 kam der Ort mit dem Coburger Land im Erbgang zu den Wettinern und war somit ab 1485 Teil des Kurfürstentums Sachsen, aus dem später das Herzogtum Sachsen-Coburg hervorging.
Durch Truppendurchzüge und Einquartierungen litt Drossenhausen im Dreißigjährigen Krieg. Nach einem Bericht über den Zustand der Dörfer im Amt Coburg vom Mai 1636 waren in Drossenhausen „noch vier Mann lebendig“, die ihre Nahrung in Thüringen suchten. Von den 14 Häusern im Dorf lagen die meisten wüst.
In der zweiten Hälfte des 19. Jahrhunderts erfolgte die Vereinigung mit dem benachbarten Weiler Einzelberg. In einer Volksbefragung am 30. November 1919 stimmten 8 Drossenhausener Bürger für den Beitritt des Freistaates Coburg zum thüringischen Staat und 68 dagegen. Somit gehörte ab dem 1. Juli 1920 Drossenhausen zum Freistaat Bayern.
1963 wurde bei Arbeiten für einen Leitungsgraben ein Münzschatz mit 136 Silbermünzen gefunden. Dieser war wohl von einem Ortsansässigen im Dreißigjährigen Krieg vergraben worden.
Am 1. Juli 1971 wurde Drossenhausen ein Gemeindeteil von Meeder. 1987 hatte der Gemeindeteil 107 Einwohner und 23 Wohnhäuser.

## Einwohnerentwicklung
| Jahr | Einwohnerzahl |
| ---- | ------------- |
| 1910 | 126           |
| 1933 | 137           |
| 1939 | 125           |
| 1970 | 118           |
| 2004 | 99            |